# Parafia Kościoła Katolickiego Mariawitów w Pogorzeli
Parafia Matki Boskiej Nieustającej Pomocy w Pogorzeli – mariawicka parafia kustodii warszawskiej, Kościoła Katolickiego Mariawitów w RP.
Siedzibą parafii jest kaplica domowa pod wezwaniem Matki Boskiej Nieustającej Pomocy we wsi Pogorzel, w gminie Osieck, powiecie otwockim, województwie mazowieckim.

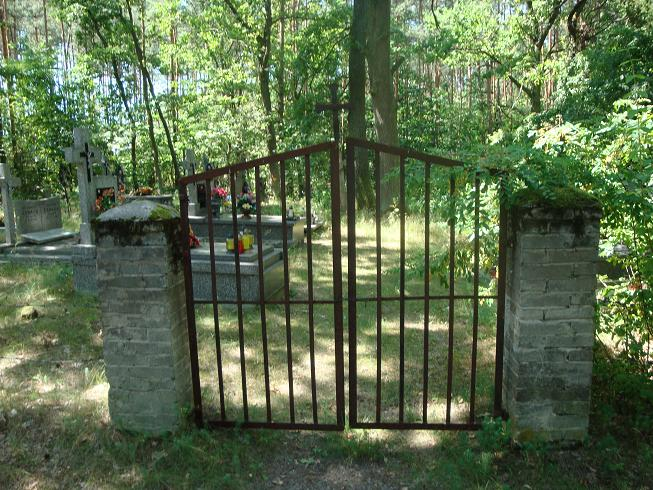
Cmentarz parafialny

Parafia w Pogorzeli jest najmniejszą placówką Kościoła Katolickiego Mariawitów (w 2019 r. liczyła dwóch wiernych). Kaplica (Pogorzel 34) mieści się w skromnym, jednorodzinnym budynku, znajdującym się na tyłach dawnego mariawickiego, obecnie nieużytkowanego kościoła. Parafianie spotykają się w kaplicy na adoracji ubłagania, odprawianej 19. dnia każdego miesiąca. Większości nabożeństw przewodniczą kapłani i kapłanki ludowe, raz na kwartał do Pogorzeli przyjeżdża kustoszka warszawska siostra biskupka Maria Rafaela Woińska i odprawia uroczystą sumę. Co roku w uroczystość Wszystkich Świętych mariawici denominacji felicjanowskiej z Warszawy, Pogorzeli i okolic gromadzą się na wspólnym nabożeństwie z procesją na miejscowym cmentarzu.